# Saint-Arroumex
Saint-Arroumex is een gemeente in het Franse departement Tarn-et-Garonne (regio Occitanie) en telt 139 inwoners (1999). De plaats maakt deel uit van het arrondissement Castelsarrasin.

## Geografie
De oppervlakte van Saint-Arroumex bedraagt 9,6 km², de bevolkingsdichtheid is 14,5 inwoners per km².
De onderstaande kaart toont de ligging van Saint-Arroumex met de belangrijkste infrastructuur en aangrenzende gemeenten.

## Demografie
Onderstaande figuur toont het verloop van het inwonertal (bron: INSEE-tellingen).